# Daniil Simkin
 (novembre 2023).
Si vous disposez d'ouvrages ou d'articles de référence ou si vous connaissez des sites web de qualité traitant du thème abordé ici, merci de compléter l'article en donnant les références utiles à sa vérifiabilité et en les liant à la section « Notes et références ».
Daniil Simkin (en russe Даниил Симкин), ou en transcription française Daniil Simkine, né à Novossibirsk, en Sibérie, en 1987, est un danseur russe.

## Biographie
De petite taille, il n'a jamais mis les pieds dans une école de danse et a tout appris auprès de ses parents, tous les deux danseurs. Ils ont quitté la Russie en 1990. Son père, Dmitrij Simkin, formé à l'école du Bolchoï de Moscou a travaillé en Autriche et à Wiesbaden, en Allemagne, où il était réputé pour sa technique. Sa mère, russo-allemande, est Olga Alexandrova. Dès son plus jeune âge, il fait des apparitions sur scène aux côtés de son père. Il pratique aussi la gymnastique. À partir de l'âge de neuf ans, sa mère commence à lui donner des cours de danse particuliers.  
« C'était six jours par semaine, environ deux heures par jour et cela a duré une dizaine d'années » explique-t-il dans une interview accordée à Valérie Gaget pour France 2 en février 2014.  
Il poursuit ses études et passe l'équivalent du baccalauréat en Allemagne. Au début des années 2000, il devient un petit prodige redouté par les candidats des concours internationaux de danse, section classique. Sa technique est remarquée (sauts très enlevés, longues pirouettes, batteries) tout comme son talent scénique.  
Il remporte notamment le Grand Prix au concours d'Helsinki ainsi qu'au concours de Vienne et la médaille d'or de la 21e édition du Concours international de ballet de Varna en 2004 et commence sa carrière l'année suivante au Ballet du Hessisches Staatstheater de Wiesbaden en Allemagne. Il tente alors d'entrer dans le corps de ballet de l'Opéra de Paris, mais n'est accepté que comme surnuméraire. Daniil Simkin refuse la proposition. En 2006, il devient demi-soliste au Ballet de l'Opéra de Vienne où il passe trois saisons. Son conseiller insiste pour qu'il tente d'intégrer l'American Ballet Theatre, une grande compagnie classique, mais au répertoire varié, avec de nombreux rôles et de multiples distributions. En octobre 2008, il est présenté à Kevin McKenzie, directeur de l'ABT qui l'engage immédiatement. Il sera nommé principal en décembre 2012. Il devient le chouchou du public new-yorkais. Son répertoire comprend notamment le rôle de Basilio dans Don Quichotte, Franz dans Coppélia, La Bayadère, Roméo et Juliette, La Belle au bois dormant, Le lac des cygnes.  
En 2009 avec l'aide de son père, il a organisé en Grèce son premier gala intitulé Intenso.   
Fin septembre 2010, il a participé pour la quatrième fois au Gala des Étoiles, sur la scène du Théâtre des Champs-Élysées, où il remporta à nouveau un franc succès. 
Le 6 février 2014, il fut l'invité exceptionnel du ballet de Saint-Pétersbourg pour une unique représentation de Don Quichotte au Palais des congrès de Paris. 
Il est considéré aujourd'hui comme l'une des jeunes étoiles les plus prometteuses du monde de la danse, héritier de Rudolf Noureïev et de Mikhaïl Barychnikov, qu'il admire énormément et dont il dit s'inspirer pour dépasser ses propres limites. Il participe régulièrement à de nombreux galas à travers le monde. Sa prestation la plus célèbre est peut-être son solo (chorégraphié par Van Cauwenbergh et abondamment visionné sur le Net) sur la musique des Bourgeois de Jacques Brel ; solo durant lequel il fait preuve d'extraordinaires qualités techniques, notamment sur le plan des sauts et des tours. 
Sur son site officiel, une vidéo très amusante le montre aussi parodiant le danseur classique dans les rues et le métro de New-York. 
Daniil Simkin est un danseur très expressif qui respire le plaisir de danser.

## Récompenses
- 2000 : premier prix du Concours international de ballet de Sankt Pölten
- 2001 : premier prix du Concours international de ballet de Vienne
- 2002 : premier prix du Concours international de ballet de Nyons
- 2003 : premier prix du Concours international de ballet du Luxembourg
- 2004 : médaille d'or et premier prix au Concours international de ballet de Varna
- 2005 : grand prix du Concours international de ballet d'Helsinki
- 2006 : médaille d'or au Concours international de ballet des États-Unis